# Viktor Krüger
Viktor Lars Magnus Krüger, född 19 februari 2000, är en svensk fotbollsspelare (försvarare) som spelar för IK Oddevold.

## Karriär
Krüger tillhörde Kalmar FF:s akademi fram till säsongen 2020 då han blev uppflyttad till A-laget. På grund av konkurrenssituationen lånades han ut till Oskarshamns AIK i Ettan i två raka säsonger för att få speltid.
Inför säsongen 2022 värvades Krüger av Gais, som vid tidpunkten spelade i Ettan södra. I och med att Gais samma säsong avancerade till Superettan tecknade Krüger ett tvåårskontrakt över säsongerna 2023 och 2024. Kontraktet var dock skrivet med en klausul som innebar att båda parterna kunde säga upp det efter ett år, och klubben valde i januari 2024 att använda klausulen och bryta kontraktet. I stället skrev Krüger på ett tvåårskontrakt med IK Oddevold, nykomlingar i Superettan.